# Frederick Hopkins
Sir Frederick Gowland Hopkins OM FRS (20. června 1861, Eastbourne – 16. května 1947, Cambridge) byl anglický biochemik, který byl v roce 1929 oceněn Nobelovou cenou za fyziologii a medicínu, spolu s Christiaanem Eijkmanem, za objev vitamínů. Také se proslavil díky objevu esenciální kyseliny tryptofanu v roce 1901.
Hopkins dokončil studia na Universitě v Londýně a na lékařské škole v Guy's Hospital. Stal se v roce 1914 profesorem biochemie na Cambridgeské universitě, na níž se jeho studenti stali průkopníky neurochemie.
Také učinil objev, že stažení svalu může vést k hromadění mléčné kyseliny.
Hopkins byl povýšen od roku 1925 na rytíře.